# Hellas Verona FC
Hellas Verona Football Club vanligtvis Hellas Verona, lokalt även känt som Verona eller Hellas är en italiensk fotbollsklubb från Verona som grundades 1903. Klubben har färgerna blått och gult och nådde sin största framgång 1985 då man överraskande blev italienska mästare. 
Nils Liedholm har varit tränare för Verona (1966-1968 och 1991-1992), och Robert Prytz spelade för klubben under slutet av 1980-talet. Säsongen 2011/2012 och säsongen 2012/2013 spelade de i Serie B. Säsongen 2013/2014 spelar de i Serie A och säsongen inleddes med en skräll då Luca Toni på egen hand sänkte AC Milan med 2 mål. Matchen slutade 2-1. Under hösten utmanade de sedan på allvar storklubbarna i toppskiktet av tabellen, mycket tack vare en målfarlig Luca Toni. Efter en svacka under vintern och början på våren så har de nu kommit tillbaka till den övre halvan. Säsongen 2015/2016 kom Verona på sista plats i Serie A och flyttades därför ner till Serie B till säsongen 2016/2017. Efter endast en säsong i Serie B blev Verona åter uppflyttade till Serie A. Säsongen 2017/2018 slutade Verona på 19:e plats i Serie A och spelade därför nu återigen i Serie B. Det blev två säsonger i Serie B innan Verona 2019/2020 spelade i Serie A igen. De slutade säsongen på 9:e plats och säkrade därför en plats till kommande säsong 2020/2021.

## Supportrar
Hellas Veronas ultras har ett så kallat "friendship" med ACF Fiorentina.
De största rivalerna var Chievo Verona och derbyt mellan lagen kallades för "Derby Della  Scala". Lagen möttes i Serie A för första gången 2001.

## Spelartrupp
| Nr | Land     | Pos | Namn                                  |
| -- | -------- | --- | ------------------------------------- |
| 1  | Kroatien | MV  | Ivor Pandur                           |
| 4  | Portugal | MF  | Miguel Veloso (Lagkapten)             |
| 5  | Italien  | F   | Davide Faraoni                        |
| 7  | Tjeckien | MF  | Antonín Barák                         |
| 8  | Serbien  | MF  | Darko Lazović                         |
| 9  | Kroatien | A   | Nikola Kalinić                        |
| 10 | Italien  | A   | Gianluca Caprari (lån från Sampdoria) |
| 11 | Italien  | A   | Kevin Lasagna (lån från Udinese)      |
| 14 | Serbien  | MF  | Ivan Ilić                             |
| 15 | Turkiet  | F   | Mert Cetin (lån från Roma)            |
| 16 | Italien  | F   | Nicolò Casale                         |
| 17 | Italien  | F   | Federico Ceccherini                   |
| 18 | Italien  | A   | Matteo Cancellieri (lån från Roma)    |

| Nr | Land      | Pos | Namn                                   |
| -- | --------- | --- | -------------------------------------- |
| 20 | Schweiz   | A   | Kevin Rüegg                            |
| 21 | Tyskland  | F   | Koray Günter                           |
| 22 | Italien   | MV  | Alessandro Berardi                     |
| 23 | Italien   | F   | Giangiacomo Magnani                    |
| 24 | Italien   | MF  | Daniel Bessa                           |
| 27 | Polen     | F   | Paweł Dawidowicz                       |
| 30 | Italien   | F   | Gianluca Frabotta (lån från Juventus)  |
| 31 | Kroatien  | F   | Boško Šutalo (lån från Atalanta)       |
| 32 | Italien   | A   | Antonino Ragusa                        |
| 61 | Kamerun   | MF  | Adrien Tamèze                          |
| 78 | Kamerun   | MF  | Martin Hongla (lån från Royal Antwerp) |
| 96 | Italien   | MV  | Lorenzo Montipò (lån från Benevento)   |
| 99 | Argentina | A   | Giovanni Simeone (lån från Cagliari)   |

### Ute på lån
| Nr | Land      | Pos | Namn                                                        |
| -- | --------- | --- | ----------------------------------------------------------- |
|    | Senegal   | A   | Adama Sane (i Latina Calcio till 30 juni 2022)              |
|    | Serbien   | MF  | Bogdan Jocic (i Metalac Gornji Milanovac till 30 juni 2022) |
|    | Argentina | F   | Bruno Amione (i Reggina till 30 juni 2022)                  |
|    | Italien   | F   | Destiny Udogie (i Udinese till 30 juni 2022)                |
|    | Italien   | A   | Lorenzo Bertini (i Mantova till 30 juni 2022)               |
|    | Slovakien | A   | Ľubomír Tupta (i Slovan Liberec till 30 juni 2022)          |

| Nr | Land     | Pos | Namn                                                  |
| -- | -------- | --- | ----------------------------------------------------- |
|    | Albanien | F   | Marash Kumbulla (i Roma till 30 juni 2022)            |
|    | Polen    | A   | Mariusz Stępiński (i Aris Limassol till 30 juni 2022) |
|    | Italien  | MV  | Mattia Chiesa (i Trento till 30 juni 2022)            |
|    | Italien  | MF  | Mattia Zaccagni (i Lazio till 30 juni 2022)           |
|    | Italien  | MV  | Nicola Borghetto (i Monterosi till 30 juni 2022)      |
|    | Italien  | MF  | Nunzio Brandi (i Lucchese till 30 juni 2022)          |

## Kända spelare
Se även Spelare i Hellas Verona
- Thomas Berthold (1987–1989)
- Hans-Peter Briegel (1984–1986)
- Cristian Brocchi (1998–2000)
- Mauro Camoranesi (2000–2002)
- Claudio Caniggia (1988–1989)
- Eugenio Corini (1996–1998)
- Antonio Di Gennaro (1981–1988)
- Dirceu (1982–1983)
- Giuseppe Galderisi (1983–1986)
- Alberto Gilardino (2000–2002)
- Nelson Gutiérrez (1989–1991)
- Preben Elkjær Larsen (1984–1988)
- Martin Laursen (1998–2001)
- Filippo Inzaghi (1993–1994)
- Adrian Mutu (2000–2002)
- Massimo Oddo (2000–2002)
- Angelo Peruzzi (1989–1990)
- Gianluca Pessotto (1993–1994)
- Robert Prytz (1989–1993)
- Florin Răducioiu (1991–1992)
- Paolo Rossi (1986–1987)
- Dragan Stojkovic (1991–1992)
- Damiano Tommasi (1991–1996)
- Władysław Żmuda (1982–1984)